# Liste der VOX-Sendungen

Logo des Fernsehsenders VOX

Die Liste der VOX-Sendungen ist eine Zusammenstellung laufender und eingestellter Formate des Privatfernsehsenders VOX.

## Aktuelle Eigenproduktionen

### Unterhaltung
- 4 Hochzeiten und eine Traumreise, Doku-Soap (seit 2012)
- Ab in die Ruine!, Doku-Soap (seit 2011)
- Ab ins Beet! Die Garten-Soap, Doku-Soap (seit 2005)
- Biete Rostlaube, suche Traumauto (seit 2010)
- Das perfekte Dinner, Koch-Doku (seit 2005)
- Das perfekte Promi-Dinner, Koch-Doku (seit 2006)
- Der Hundeprofi, Reality-Doku (seit 2008)
- Der V.I.P. Hundeprofi, Reality-Doku (seit 2010)
- Die Beet-Brüder (seit 2014)
- Die Hitwisser (seit 2020)
- Die Höhle der Löwen (seit 2014)
- Die Pferdeprofis (seit 2012)
- Einmal Camping, immer Camping (seit 2014)
- First Dates – Ein Tisch für zwei (seit 2020)
- First Dates Hotel (seit 2020)
- Goodbye Deutschland! Die Auswanderer, Doku-Soap (seit 2006)
- Grill den Henssler, Koch-Sendung (seit 2013)
- Guidos Deko Queen (seit 2021)
- Hot oder Schrott – Die Allestester
- hundkatzemaus, Tiermagazin mit Diana Eichhorn (seit 2001)
- Kitchen Impossible (seit 2014)
- Mein Kind, dein Kind (seit 2015)
- My Mom, Your Dad (seit 2023)
- Promi Shopping Queen, Doku-Soap (seit 2012)
- Shopping Queen, Doku-Soap (seit 2012)
- Sing meinen Song – Das Tauschkonzert, Musiksendung (seit 2014)
- Tierbabys – süß und wild (seit 2014)
- Zwischen Tüll und Tränen (seit 2016)

### Magazine
- Auto Mobil (zuvor auch: Auto motor und sport tv), Automagazin (seit 1995)
- Prominent!, Boulevardmagazin (seit 2006)

### Nachrichten
- VOX Nachrichten (seit 1993)

## Aktuelle Fernsehserien
- Bones – Die Knochenjägerin, US-Krimiserie (seit 2019)
- Criminal Intent – Verbrechen im Visier *, US-Krimiserie (seit 2004; Wiederholungen)
- CSI: Den Tätern auf der Spur *, US-Krimiserie (seit 2018)
- CSI: Miami *, US-Krimiserie (seit 2004)
- CSI: NY *, US-Krimiserie (seit 2005; Wiederholungen)
- Medical Detectives, US-Krimiserie (seit 2002)

* = Serien in (Free-TV)-Erstausstrahlung, oder Serien in Wiederholung, die bei VOX erstausgestrahlt werden oder wurden.

## Spielfilme
Der Sender VOX strahlt größtenteils größere Hollywood-Spielfilme (zum Teil auch in deutscher Erstausstrahlung) aus.

## Ehemalige Eigenproduktionen
- 6 Mütter (2016–2019)
- Antonias Sterne, Astroshow (2003)
- Appel & Ei, Puppen-Comedy (1995)
- Auf und davon – Mein Auslandstagebuch, Doku-Soap (2007–2015)
- Auswanderer sucht Frau, Doku-Soap (2010–2011)
- Avanti, Kulturmagazin (1993–1994)
- BBC Exklusiv, Dokumentationen (1998–2012)
- Bis der Laden läuft, Help-Show (2008–2009)
- Björns Welt, Reisemagazin (1998)
- Blaue Paradiese, Dokumentarreihe (1997–2004)
- Canale Grande, Medienjournal (1993–1994)
- Clever – Das Servicemagazin, Verbrauchermagazin (1999–2000)
- Click, Multimediamagazin (1996–1998)
- Club der roten Bänder (2015–2017; 3 Staffeln)
- Daniela Katzenberger – natürlich blond, Doku-Soap (2010–2013)
- Danielas Hochzeitsgeheimnis, Doku-Soap (2013)
- Das Genisis-Projekt, Dokureihe (2004)
- Das Wichtigste im Leben, Fernsehserie (2019)
- Der perfekte Urlaub, Urlaubsdoku (2006–2007)
- Detlef muss reisen, Reise-Doku (2013–2019)
- Die da!, Frauenjournal (1993)
- Die Einrichter, Doku-Soap (2011–2012)
- Die Kocharena, Koch-Sendung (2007–2013)
- Die Küchenchefs, Doku-Soap (2009–2014)
- Die Rote Kugel, Quizshow (2021)
- Die tierischen 10, Ranking-Show (2013–2016)
- Die Tier-Nanny, Tiershow (2005)
- Deutschland sucht den Superstar – Das Magazin, Magazin zur RTL-Show (2001–2004)
- Einfach unzertrennlich (2014)
- Elf 99, Jugendmagazin (1993–1994)
- Ewige Helden (2015–2019)
- exakt, Boulevardmagazin (1995–1996)
- Explorer, Reisemagazin (2001–2002)
- Familien-Duell, Gameshow (2003)
- Filme, Stars + Video, Kinomagazin (1993–1994)
- Fit for Fun TV, Gesundheitsmagazin (1999–2006)
- Focus TV, Reportagemagazin (2010)
- FreitagNacht, Unterhaltungsshow mit Sandra Maischberger (1996)
- Gaywatch, Talkshow für Homosexuelle (1999)
- Gegen den Strich, Talksendung (1993)
- Geld zu verschenken, Dokureihe (2005)
- Geschickt eingefädelt (2015–2016)
- Glööckler – Glanz und Gloria, Doku-Soap (2012–2013)
- Handelsblatt TV, Finanzmagazin (2000)
- Hast Du Töne?, Musikquiz (1999–2001)
- Hautnah: Die Tierklinik (2016–2018)
- Heureka, Erfindermagazin (1993–1994)
- Hilf mir doch!, Scripted-Reality (2012–2016)
- Ein Hund fürs Leben, Tiershow
- Kakadu-Club, Familienprogramm mit Kindernachrichten (1993)
- Kinder, Kinder! – Leben in der Großfamilie, Doku-Soap (2004)
- Kinderkram, Elternjournal (1993)
- Klarer Fall?! – Entscheidung bei Radka, Streitshow (1999)
- Kochduell und Promi-Kochduell, Spielshow (1997–2005)
- Leben macht Laune (mit den Reihen: 18 – Deine Geschichte zählt, Kampf den Kilos, Operation Schönheit oder Tanzschule), Doku-Soap-Reihe (2002–2003)
- Liebe Sünde, Erotikmagazin (1993–1994, später bei ProSieben)
- Lothar – Immer am Ball, Doku-Soap (2012)
- Lucie. Läuft doch! (2020, kurz nach Start abgesetzt)
- Meine Familien-Firma – Verwandt und fleißig (2017)
- Mein himmlisches Hotel, Doku-Soap (2013–2016)
- Mein Restaurant, Doku-Show (2008)
- Menschen, Tiere & Doktoren, Doku-Soap (2006–2015)
- MET. – Das Hauptstadtmagazin, Magazin (1993)
- Meylensteine (2015–2018)
- mieten, kaufen, wohnen, Doku-Soap (2008–2016)
- Milk and Honey (2018)
- Mitternachtsmagazin (1995–2007)
- NachmitTalk, Talkshow mit Thomas Wilsch (1993–1994)
- NZZ Format, Reportagemagazin (1993–2010)
- One Night Song – Blind Date im Wirtz-Haus (2016–2017)
- Papperlapapp, Familienprogramm (1993)
- Partner-TÜV, Doku-Soap (2005)
- Provokation – Die Realität vor Augen, Magazin (1993)
- Puls Limit – Jeder Herzschlag zählt, Quizshow (2003)
- Punkt vox, stündliche Nachrichtensendung (1993–1994)
- Quatsch dich reich – Koslars Comedy Talk, Talkparodieshow (1999)
- Quest – Abenteuer in der Tiefe *, Dokureihe (1999–2001)
- Rampensau, Fernsehserie (2019)
- Raus damit! – Wege aus dem Chaos, Doku-Soap (2004)
- Rave around the World, Nachtmusikprogramm (1997–2007)
- Rund ums Rote Meer, mehrteilige Reisedokumentation (1996)
- Das Reisemagazin, Reisemagazin (1993–1994)
- Saturday, Jugendmagazin (1994, Spin-Off von Elf 99)
- Schlagabtausch, Talksendung (1993)
- Schmeckt nicht, gibt's nicht – Cool Kochen mit Tim Mälzer, Kochsendung (2003–2007)
- Schneller als die Polizei erlaubt (2008–2019)
- Schnittpunkt – Reportagen aus dem Alltag, Reportagereihe (1995)
- Schwer in Fahrt, Truckermagazin (2000–2002)
- Simply Relax!, Wellnessmagazin (2004)
- Spiegel TV Extra, Reportagemagazin (1994–2010)
- Spiegel TV Interview, Talksendung (1993–1998)
- Spiegel TV Special, Reportagemagazin (1993–2010)
- Spiegel TV Thema, Dokumentationen (1993–2010)
- Sports TV und Sports TV Autogramm (1993)
- Sprint, Aktueller Sport (1993)
- Die Spurensucher, Kriminalmagazin (2003–2004)
- Spurt, Sportmagazin (1993)
- Sterne lügen nicht, Astrologiereihe (1999)
- Stern TV Reportage, Reportagemagazin (1998–2011)
- Style Attack, Stylingshow (2004)
- Süddeutsche TV (zuvor auch: S-Zett), Reportagemagazin (1993–2011)
- Talkline, Call-in-Show (1993–1994)
- Talkstudio, Talksendung (1993–1994)
- Tierretter mit Herz (2022, zuvor bei RTL ausgestrahlt)
- tierzeit, Tiershow (1995–2008)
- Tonis Welt, Fernsehserie (2021–2022)
- Traugott, Lifestylemagazin (1993)
- Trivial Pursuit, Spielshow (1993–1994)
- ÜberLeben, Dokumentarfilmreihe (1993–1996)
- Unter Freunden stirbt man nicht, Fernsehserie (2021)
- Unser Traum vom Haus, Doku-Soap (2004–2019)
- Unter Volldampf!, Kochshow (2007–2009)
- Verklag mich doch!, Doku-Soap (2011–2020)
- Versägt nochmal! – Heimwerker zwischen Lust und Frust, Doku-Soap (2004–2007)
- Vis à Vox, Talksendung (1993)
- Vox Box, Infoshow mit Thomas Wilsch (1993) und danach Thomas Aigner (1994)
- Vox midi – Das Mittagsmagazin (1993)
- Vox populi, Talksendung (1993)
- Voxtours, Reisemagazin (1993–2009)
- Voxtours Extrem, Reisemagazin
- Wa(h)re Liebe, Erotikmagazin (1994–2004)
- Was für ein Zirkus, Doku-Soap (2007)
- Wellenlänge, Musikmagazin (1995)
- Welt vox, Nachrichtenhauptausgabe (1993–1994)
- Wer war ich? Reise in ein früheres Leben, Reinkarnationssendung (2004–2006)
- Wer weiß es, wer weiß es nicht?, Straßen-Quiz (2013–2015)
- Wilde Ehen, Gameshow (1997–1998)
- Wilde Europäer, Naturreportagereihe (2004)
- Wildes Kinderzimmer, Doku-Soap (2007–2011)
- Wildes Wohnzimmer, Doku-Soap (2005–2013)
- Willemsen – Das Fernsehgespräch, Talkshow mit Roger Willemsen (1993–1994)
- Wissenshunger, Magazin (2006–2015)
- Wohnen nach Wunsch, Einrichtungsshow (2004–2015)
- Wolkenlos, Reisemagazin (1996–2009)
- X Factor, Casting-Show (2010–2012)
- Xov, Kabarett (1993)
- Die Zeit TV, Magazin des Blattes Die Zeit (1993–1996)
- Die Zeit im Gespräch, Talksendung (1993)
- Zeitpunkt, Reportermagazin (1993)

## Ehemalige Fernsehserien
- Die Abenteuer des Arsène Lupin, Französische Serie (1995–1996)
- Agatha Christie’s Poirot, Englische Krimiserie (1995)
- Airwolf, US-Actionserie (1993–1996)
- Allein gegen die Zukunft *, US-SciFi-Serie (1999–2000)
- Allein unter Nachbarn *, US-Comedyserie (2001–2006)
- Alles rein persönlich *, US-Comedyserie (2001–2003)
- Ally McBeal *, US-Anwaltsserie (1998–2005)
- Allymania *, US-Comedyserie (2000–2001)
- Arrow *, US-Science-Fiction-Action-Serie (2013–2016)
- Ausgerechnet Alaska *, US-Comedyserie (1995)
- Beziehungsweise *, US-Comedyserie (1998–2000)
- The Big Easy – Straße der Sünde *, US-Krimiserie (1998–1999)
- Big Little Lies *, Miniserie (2018–2020)
- Boston Legal *, US-Anwaltsserie (2006–2012; Wiederholungen)
- Boston Public *, US-Dramaserie (2005–2011)
- Bronk, US-Krimiserie (1993–1994)
- Burn Notice *, US-Krimiserie (2009–2014)
- Cagney & Lacey, US-Krimiserie (1997–1998)
- Cannon *, US-Krimiserie (1993)
- Die Chaosfamilie *, Australische Dramaserie (2011)
- CHiPs, US-Krimiserie (1994)
- Close to Home *, US-Krimiserie (2007–2012; Wiederholungen)
- The Closer *, US-Krimiserie (2005–2015)
- Ein Colt für alle Fälle, US-Actionserie (1995–1998)
- Continuum *, kanadische Science-Fiction-Serie (2013)
- Cosby *, US-Comedyserie (2001–2002)
- Crossing Jordan – Pathologin mit Profil *, US-Krimiserie (2003–2018; Wiederholungen)
- Dark Angel *, US-SciFi-Serie (2002–2005)
- Dame Edna, Englische Talkshow (1993–1994)
- Detective Kennedy – Nachtschicht in L. A. *, US-Krimiserie (1993–1995)
- Detektiv Rockford – Anruf genügt *, US-Krimiserie (1997)
- The District – Einsatz in Washington *, US-Krimiserie (2001–2010; Wiederholungen)
- Dr. Quinn – Ärztin aus Leidenschaft, US-Westernserie (2004–2007)
- Dr. Who *, Englische SciFi-Serie (1995)
- Drei Engel für Charlie, US-Krimiserie (1998)
- Eine himmlische Familie *, US-Familienserie (1999–2011; Wiederholungen)
- E. N. G. – Hautnah dabei *, Kanadische Reporterserie (1993–1995)
- Everwood *, US-Familienserie (2005–2007)
- Fairly Legal *, US-Justiz-Serie (2013–2014)
- Die Fälle der Rosie O’Neill *, US-Krimiserie (1993–1995)
- Fastlane *, US-Actionserie (2002–2003)
- Firefighters – Einsatz in L. A. *, US-Actionserie (1999–2002)
- First Wave – Die Prophezeiung *, Kanadische SciFi-Serie (1999–2002)
- Formel 1 – Helden der Rennstrecke*, Französische Actionserie (1993)
- Für alle Fälle Amy *, US-Familienserie (2003–2010; Wiederholungen)
- F/X *, US-Actionserie (1997–1998)
- Game, Set, Match, Englische Krimiserie (1995)
- Ein ganz normaler Heiliger, US-Familienserie (2001–2002)
- Geheimprojekt X – Dem Bösen auf der Spur *, US-Mysteryserie (2001–2002)
- Geheimnisse *, Deutsch-Italienisch-Französische Soap (1994–1995)
- Gilmore Girls *, US-Familienserie (2004–2013; Wiederholungen)
- The Good Doctor *, US-Arztserie (2018–2021)
- Golden Girls, US-Comedyserie (2001–2002)
- Grimm *, US-Mysteryserie (2013–2015)
- The Guardian – Retter mit Herz *, US-Anwaltsserie (2005)
- Gute Zeiten, schlechte Zeiten, RTL-Soap (1995–2004)
- H. E. L. P. – Das Rettungsteam im Einsatz *, US-Actionserie (1995)
- Halifax *, Australische Krimiserie (1995–2003)
- Hallo Cockpit *, US-Comedyserie (1998)
- Hart aber herzlich, US-Krimiserie (1998)
- Ein Hauch von Himmel *, US-Fantasyserie (2002)
- Heartland – Paradies für Pferde *, Kanadische Dramaserie (2011–2012)
- Heißes Pflaster Hawaii *, US-Krimiserie (1996–1999)
- Herr und Meister *, Englische Comedyserie (1993–1995)
- High Tide – Ein cooles Duo *, US-Krimiserie (1999–2000)
- Highlander *, US-Fantasyserie (1996–2001)
- Hollywood Safari *, US-Abenteuerserie (2003–2004)
- Homicide *, US-Krimiserie (1998–1999)
- Hör mal, wer da hämmert, US-Comedyserie (2004–2006)
- Ihr Auftritt, Al Mundy, US-Krimiserie (1993–1994)
- In guten wie in schlechten Tagen *, US-Familienserie (2000–2003)
- In Sachen Mord *, Australische Krimiserie (1998–1999)
- Inspektor Wexford ermittelt *, Englische Krimiserie (1994–1995)
- Julie Lescaut *, Französische Krimiserie (1995–2003)
- Jung und leidenschaftlich, US-Soap (1993–1994)
- Die Kennedys *, Familiensaga (1993)
- Kinder unserer Zeit *, Englische Dokureihe (2003–2006)
- Kommissar Moulin *, Französische Krimiserie (1993–1995)
- Kozure Okami *, Japanische Actionserie (2004–2007)
- L. A. Heat *, US-Actionserie (2000)
- Law & Order *, US-Krimiserie (1996–2011)
- Law & Order: Special Victims Unit, US-Krimiserie (2009–2021)
- Lebensraum Wasser *, Tierdokureihe (1993)
- Leverage *, US-Dramaserie (2010–2014)
- Lexx – The Dark Zone *, US-SciFi-Filmreihe (1997)
- Lie to Me *, US-Krimiserie (2010–2014)
- Life, US-Krimiserie (2009–2013; Wiederholungen)
- Lou Grant *, US-Reporterserie (1993–1995)
- Major Crimes *, US-Krimiserie (2014–2019)
- Männer ohne Nerven *, US-Comedyserie (2000–2003)
- Martial Law – Der Karate-Cop *; US-Krimiserie (1999–2001, 2005)
- Matt Houston *, US-Krimiserie (1996–1998)
- McCallum – Tote schweigen nicht, Schottische Krimireihe (1998–1999)
- McLeods Töchter, Australische Dramaserie (2006–2014; Wiederholungen)
- Men in Trees *, US-Familienserie (2008)
- Mission Erde: Sie sind unter uns *, US-SciFi-Serie (1999–2002)
- Den Mörder im Visier *, Italienische Krimireihe (1997)
- Mörderischer Alltag *, US-Krimiserie (1993–1995)
- Murder One – Der Fall Jessica *, US-Krimiserie (1996)
- Die Nanny, US-Comedyserie (2002–2011; Wiederholungen)
- Nash Bridges *, US-Krimiserie (1998–2004)
- Naturparks der Welt, Französische Dokureihe (1993)
- Die Ninja-Cops, US-Krimiserie (1993)
- Noch mal mit Gefühl *, US-Familienserie (2000–2005)
- O.C., California, US-Teenie-Serie (2009–2011; Wiederholungen)
- One West Waikiki *, US-Krimiserie (1995–1999)
- One Tree Hill, US-Dramaserie (2010)
- Parenthood, US-Dramaserie (2012)
- Party of Five *, US-Soap (2000–2001)
- Philip Marlowe, Englisch-Kanadische Krimiserie (1993–1995)
- Police Rescue – Gefährlicher Einsatz *, Australische Krimiserie (1995–2003)
- Polizeirevier Hill Street *, US-Krimiserie (1995–1997)
- Poltergeist – Die unheimliche Macht *, US-Mysteryserie (1998–2004)
- Pretender *, US-Krimiserie (1997–2005)
- Profiler *, US-Mystery-Serie (1997–2008; Wiederholungen)
- Providence *, US-Familienserie (2002–2004)
- PSI Factor – Es geschieht jeden Tag *, US-Mysteryserie (1998–2005)
- Raumstation Unity *, Englisch-deutsche SciFi-Serie (1998–1999)
- Remington Steele, US-Krimiserie (1999–2005)
- Rita Rockt *, US-Dramaserie (2010)
- Riviera *, Französische Soap (1993–1994)
- Rizzoli & Isles *, US-Krimiserie (2012–2019)
- RoboCop, US-SciFi-Serie (1997)
- Saint Martin – Abenteuer unter Palmen *, Französische Soap (2001–2004)
- Schief gewickelt *, US-Comedyserie (2002–2003)
- Die Schnüffler von Beverly Hills *, US-Krimiserie (1998–2000)
- Sechs unter einem Dach *, US-Comedyserie (2002–2005)
- Secret Service *, US-Krimiserie (1993)
- Série Noire *, Französische Krimiserie (1995)
- Shark *, US-Anwaltsserie (2008–2009)
- Sherlock Holmes *, Englische Krimiserie von 1991 (1993)
- Simon & Simon, US-Krimiserie (1993–1994)
- Six Feet Under – Gestorben wird immer *, US-Krimiserie (2004–2008; Wiederholungen)
- Sledge Hammer!, US-Comedyserie (1994)
- Snoops – Charmant und brandgefährlich *, US-Krimiserie (2000–2001)
- Space 2063 *, US-SciFi-Serie (1996–2000)
- Spenser, US-Krimiserie (1995–1996)
- Die Staatsanwältin und der Cop *, US-Krimiserie (1993–1995)
- Standoff *, US-Krimiserie (2008)
- St. Tropez *, Französische Soap (1999–2007)
- Starsky & Hutch, US-Krimiserie (1995–1996)
- Ein Strauß Töchter *, US-Familienserie (1996–2001)
- Suits, US-Anwaltsserie (2014–2016)
- The Strip *, Australische Dramaserie (2010)
- Third Watch – Einsatz am Limit *, US-Krimiserie (2003–2005)
- Titus *, US-Comedyserie (2003–2006)
- Der Tod war schneller *, Englische Krimiserie (1995)
- Touchdown *, US-Comedyserie (1993)
- Trio mit vier Fäusten, US-Actionserie (1998)
- Ein Trio zum Anbeißen *, US-Comedyserie (2000–2005)
- Undercover! – Ermittler zwischen den Fronten *, Englische Krimiserie (1994–1997)
- Ein Vater zuviel *, US-Comedyserie (1993–1995)
- Vegas, US-Krimiserie (1995–1997)
- Verrückt nach dir *, US-Comedyserie (2002–2003)
- Virtual Reality – Kampf ums Überleben *, US-Fantasyserie (2002–2003)
- Von Pol zu Pol, Englische Dokureihe (1993)
- Was kümmern uns die Kerle? *, Englische Comedyserie (1993–1994)
- Wildfire, US-Dramaserie (2008–2012)
- Ein Wink des Himmels *, US-Familienserie (2002–2005)
- World Gone Wild, US-Dokureihe (2001)

* = Serien (auch anteilsmäßig) in (Free-TV)-Erstausstrahlung.

## Anime
Es wurden häufig Anime-Serien in Specials am Stück gesendet. So z. B.:
| - Akira - Agent Aika - Angel Sanctuary - Arjuna - Blue Submarine No.6 - Bubblegum Crisis - Cowboy Bebop - Dragon Knight 4-ever - DNA² - El Hazard (2002) - Gloria - Gun Smith Cats - Gungrave - The Hakkenden | - Heat Guy J - Hellsing - The Irresponsible Captain Tylor - Jin-Roh - Lupin III - M. D. Geist - Midnight Panther - Neon Genesis Evangelion (2000–2001) - Phantom Quest Corporation - Record of Lodoss War - Record of Lodoss War: Chronicles of the Heroic Knight | - Riding Bean - Saber Marionette - Samurai Champloo - Slayers Perfect - Silent Möbius - Spriggan - Street Fighter II V - Submarine 707R - Texhnolyze (2007) - Wundersame Geschichten (1994) - X – The Movie - A Kite |